# فرنسوا الحلو
فرنسوا الحلو شاعر لبناني - جنوبي من بلدة صربا في قضاء النبطية.
يمتاز شعره بالنقد الساخر وبالكلمة اللبنانية المتداولة بين العامة، إضافة إلى عمق الفكرة وسلاسة السبكة.
وهو أيضاً إعلامي، فهو مؤسس ورئيس تحرير الموقع الفني «حلو الفن».
كاتب ساخر ومشاكس له كتابي شعر باللهجة اللبنانية وهما «شميلة حبق» و «خطيًي» إضافة إلى كتاب ثالث في النقد الفني والاجتماعي بعنوان «أضواء كاشفة».
كما لديه رواية بعنوان «رغبات مشتعلة» وكتاب قصص بعنوان «الرصيف العاشر» من أربعة أجزاء.
يقّدم الكثير من الاحتفالات والجلسات الأدبية والشعرية.

## حياته ونشأته
ولد فرنسوا الحلو في قرية صربا - الجنوب قضاء النبطية، اسم والده الياس واسم والدته حنه، لديه شقيقان وشقيقة واحدة، تلقى دروسه الابتدائية والتكميلية والثانوية في مدرسة الليسيه اللبنانية - عين الرمانة، ثم إنتقل بعدها إلى الجامعة اللبنانية قسم الادب العربي وإنتقل بعدها إلى الجامعة الكندية اللبنانية ليتخرّج بشهادة بكالوريوس في المعلوماتية.. عازب، لم يسبق له أن إرتبط بزواج أبدًا.

## مسيرته
أحب الشعر منذ يفاعته، وكان يتابع ويقرأ لأهم شعراء العامية وشعراء الزجل، وتأثر بشعر الراحل خليل روكز وبكلّ قصيدة لها أبعاد وعمق رؤية.
رافق العديد من الشعراء وكانت له مبارزات شعرية معهم، تتلمذ على يد الشاعر يوسف شلهوب والشاعر قيصر مرعي، كما كانت تربطه صداقة متينة مع الشاعر احمد السيد والسيد محمد المصطفى رغم فارق السن الكبير بينهما.
وتمتّنت صداقته القوية مع شاعر العصر الشاعرالراحل جورج خليل حيث كانا يلتقيا بشكل مستمّر ودائم.
انطلاقته في الشعر

## مؤلفاته
قدّم العديد من الامسيات الشعرية كما كان في أغلب الأوقات عريف هذه الامسيات..
أصدر كتابي شعر، الأول يحمل عنوان شميلة حبق مع الشعراء السادة شوقي عمار وسلمان حمدان ويوسف لحود.
الثاني يحمل عنوان «خطيّي» وهو شعر لبناني غزلي جريء
كما اصدر كتاب ثالث يحمل عنوان «أضواء كاشفة» يتناول فيه النقد الفنّي والاجتماعي بأسلوب ساخر.
وهو بصدد إصدار رواية تحمل عنوان «رغبات مشتعلة» وكتاب قصص من أربعة اجزاء يحمل عنوان «الرصيف العاشر».
كتب الأغنية، وقد غنّى له المطرب سمير حنا والمطرب ضومط خوري والفنان روبير شماعة والنجم أمير يزبك والملحن الفنان رواد رعد وغيرهم من الفنانيين..
لكنه ترك كتابة الاغنية متفرّغًا إلى عمله الصحافي الذي ملئ أغلب أوقاته.
في الصحافة
كتب في الصحافة الفنيّة منذ عام 1994 وتنقّل في عدد من المجلات ومع عدد من المراسلين ليستقرّ أخيرًا في مؤسسة دار السلوى حيث عمل مديرًا للتحرير في مجلاتها الفنيّة..
ثم إستلم رئاسة تحرير الموقع الإلكتروني بيروت باباراتزي، ليعود ويؤسس موقعه الإلكتروني «حلو الفن» الذي بات يديره منذ عام 2013 كرئيس تحرير له.
في الكتابة
تمتاز كتاباته بالنقد الساخر وبالصور الكاريكاتورية اللاذعة، كذلك شعره ومقالاته التي يتوّجب عليه إبداء الرأي فيها.
نظرته في الحياة والناس
مجرّد من المادة، فلا تعنيه المظاهر ولا المال، بل همه الأساسي الإنسان الإنسان، له نظرته وفلسفته الخاصة بالحياة والوجود والدين والخالق.

## جوائز
جائزة ” شخصية العام الصحافية ” لفرنسوا الحلو